# Hydrotaea albipuncta
Hydrotaea albipuncta este o specie de muște din genul Hydrotaea, familia Muscidae. A fost descrisă pentru prima dată de Zetterstedt în anul 1845. Conform Catalogue of Life specia Hydrotaea albipuncta nu are subspecii cunoscute.